# سینیگاس تریس (تگزاس)
سینیگاس تریس (به انگلیسی: Cienegas Terrace) یک منطقهٔ مسکونی در ایالات متحده آمریکا است که در شهرستان وال ورده، تگزاس واقع شده‌است. سینیگاس تریس ۸٫۴ کیلومتر مربع مساحت و ۳٬۴۲۴ نفر جمعیت دارد و ۲۹۳ متر بالاتر از سطح دریا واقع شده‌است.